# Beuvraignes
Beuvraignes és un municipi francès situat al departament del Somme i a la regió dels Alts de França. L'any 2007 tenia 785 habitants.

## Demografia

### Població
El 2007 la població de fet de Beuvraignes era de 785 persones. Hi havia 288 famílies de les quals 71 eren unipersonals (24 homes vivint sols i 47 dones vivint soles), 67 parelles sense fills, 122 parelles amb fills i 28 famílies monoparentals amb fills.
La població ha evolucionat segons el següent gràfic:
Habitants censats

### Habitatges

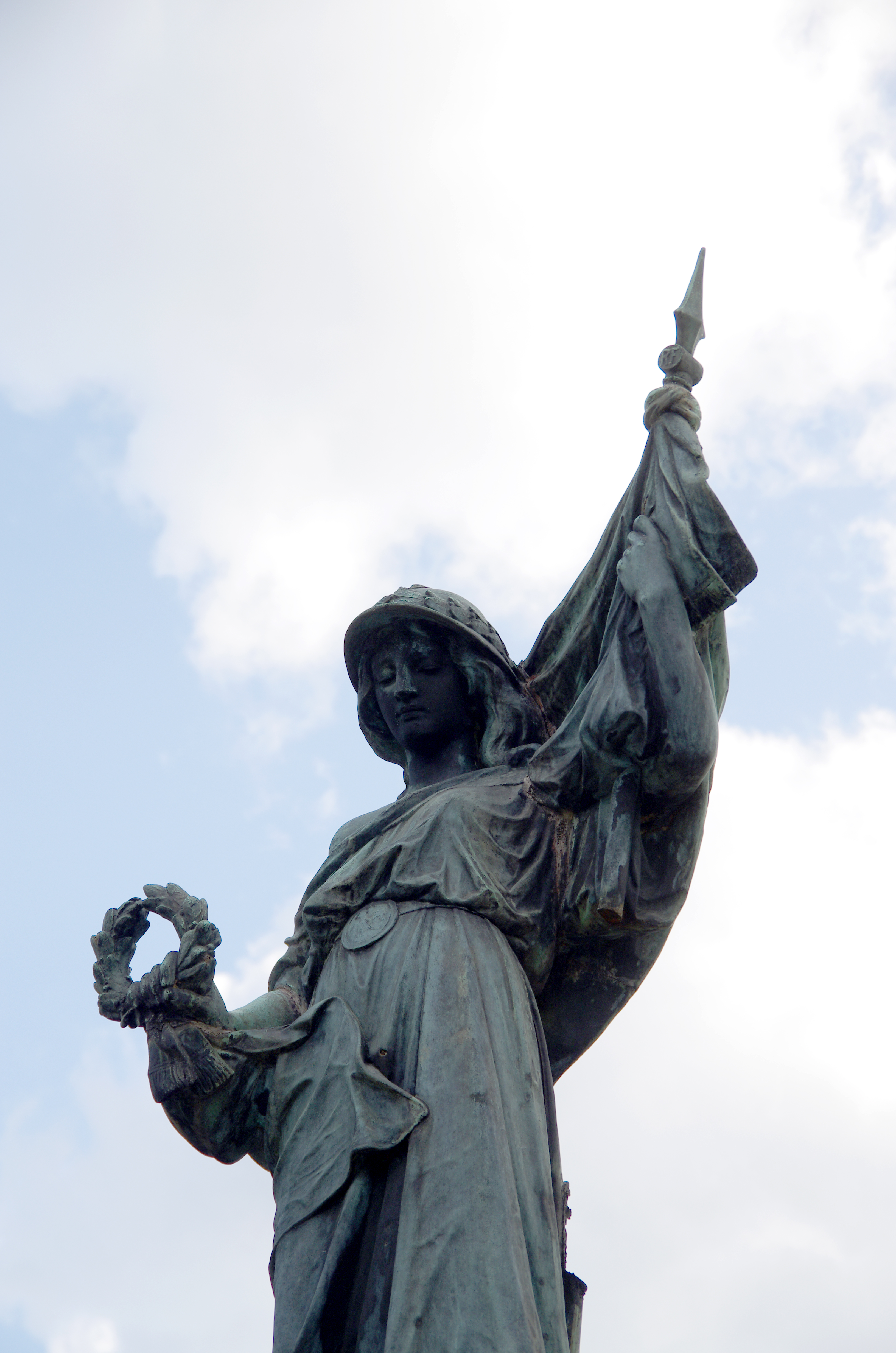

El 2007 hi havia 343 habitatges, 294 eren l'habitatge principal de la família, 16 eren segones residències i 33 estaven desocupats. 341 eren cases i 1 era un apartament. Dels 294 habitatges principals, 250 estaven ocupats pels seus propietaris, 35 estaven llogats i ocupats pels llogaters i 8 estaven cedits a títol gratuït; 9 tenien dues cambres, 50 en tenien tres, 93 en tenien quatre i 142 en tenien cinc o més. 231 habitatges disposaven pel capbaix d'una plaça de pàrquing. A 114 habitatges hi havia un automòbil i a 142 n'hi havia dos o més.

### Piràmide de població

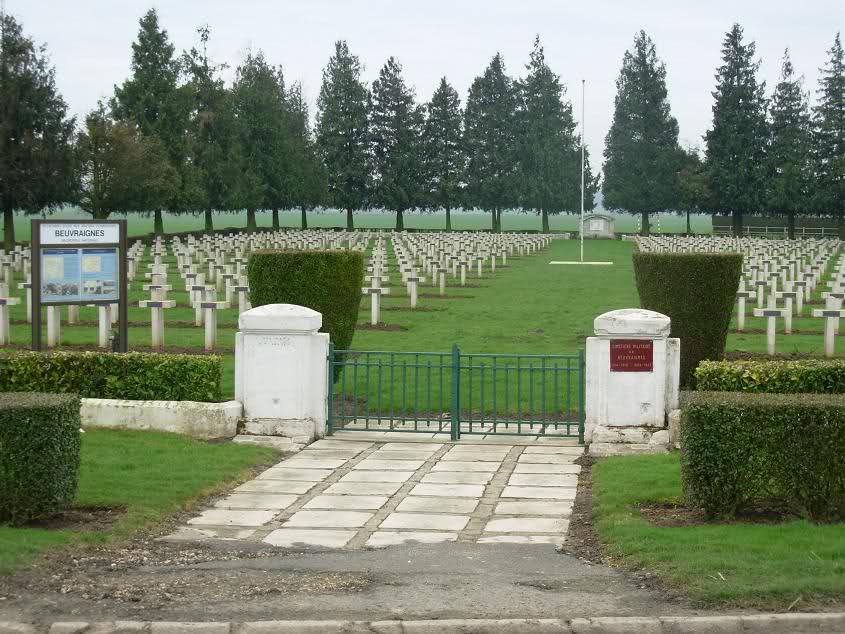

La piràmide de població per edats i sexe el 2009 era:
| Homes | Edats   | Dones |
| ----- | ------- | ----- |
| 0     | 95 o +  | 0     |
| 0     | 90 a 94 | 0     |
| 0     | 85 a 89 | 4     |
| 0     | 80 a 84 | 4     |
| 20    | 75 a 79 | 20    |
| 12    | 70 a 74 | 16    |
| 28    | 65 a 69 | 12    |
| 28    | 60 a 64 | 28    |
| 12    | 55 a 59 | 12    |
| 24    | 50 a 54 | 12    |
| 24    | 45 a 49 | 20    |
| 20    | 40 a 44 | 40    |
| 20    | 35 a 39 | 12    |
| 40    | 30 a 34 | 32    |
| 20    | 25 a 29 | 16    |
| 16    | 20 a 24 | 4     |
| 32    | 15 a 19 | 44    |
| 24    | 10 a 14 | 16    |
| 28    | 5 a 9   | 20    |
| 24    | 0 a 4   | 20    |

## Economia
El 2007 la població en edat de treballar era de 496 persones, 363 eren actives i 133 eren inactives. De les 363 persones actives 327 estaven ocupades (187 homes i 140 dones) i 36 estaven aturades (17 homes i 19 dones). De les 133 persones inactives 39 estaven jubilades, 44 estaven estudiant i 50 estaven classificades com a «altres inactius».

### Ingressos
El 2009 a Beuvraignes hi havia 304 unitats fiscals que integraven 796 persones, la mediana anual d'ingressos fiscals per persona era de 17.435 €.

### Activitats econòmiques
Dels 25 establiments que hi havia el 2007, 1 era d'una empresa extractiva, 1 d'una empresa alimentària, 2 d'empreses de fabricació d'altres productes industrials, 6 d'empreses de construcció, 3 d'empreses de comerç i reparació d'automòbils, 2 d'empreses de transport, 1 d'una empresa d'hostatgeria i restauració, 8 d'empreses de serveis i 1 d'una entitat de l'administració pública.
Dels 5 establiments de servei als particulars que hi havia el 2009, 1 era un guixaire pintor, 2 fusteries i 2 lampisteries.
L'únic establiment comercial que hi havia el 2009 era una fleca.
L'any 2000 a Beuvraignes hi havia 16 explotacions agrícoles que ocupaven un total de 935 hectàrees.

## Equipaments sanitaris i escolars

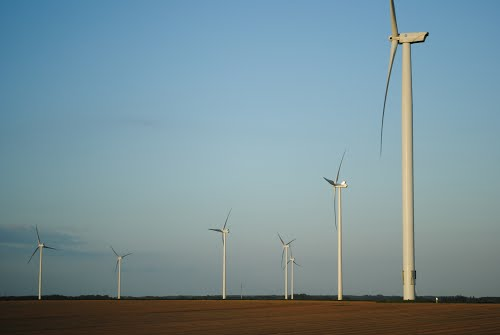

El 2009 hi havia una escola elemental integrada dins d'un grup escolar amb les comunes properes formant una escola dispersa.

## Poblacions més properes

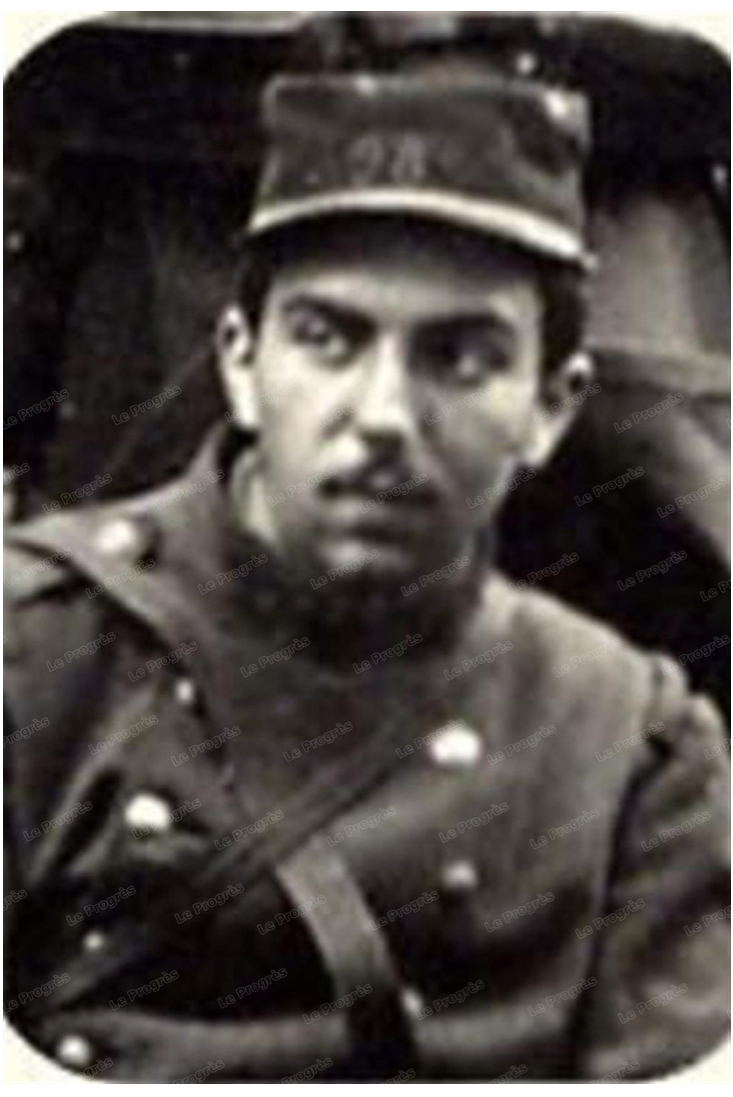

El següent diagrama mostra les poblacions més properes.